# Aphis paraverbasci
Aphis paraverbasci är en insektsart. Aphis paraverbasci ingår i släktet Aphis och familjen långrörsbladlöss. Inga underarter finns listade i Catalogue of Life.